# Franziskanerkloster Brieg

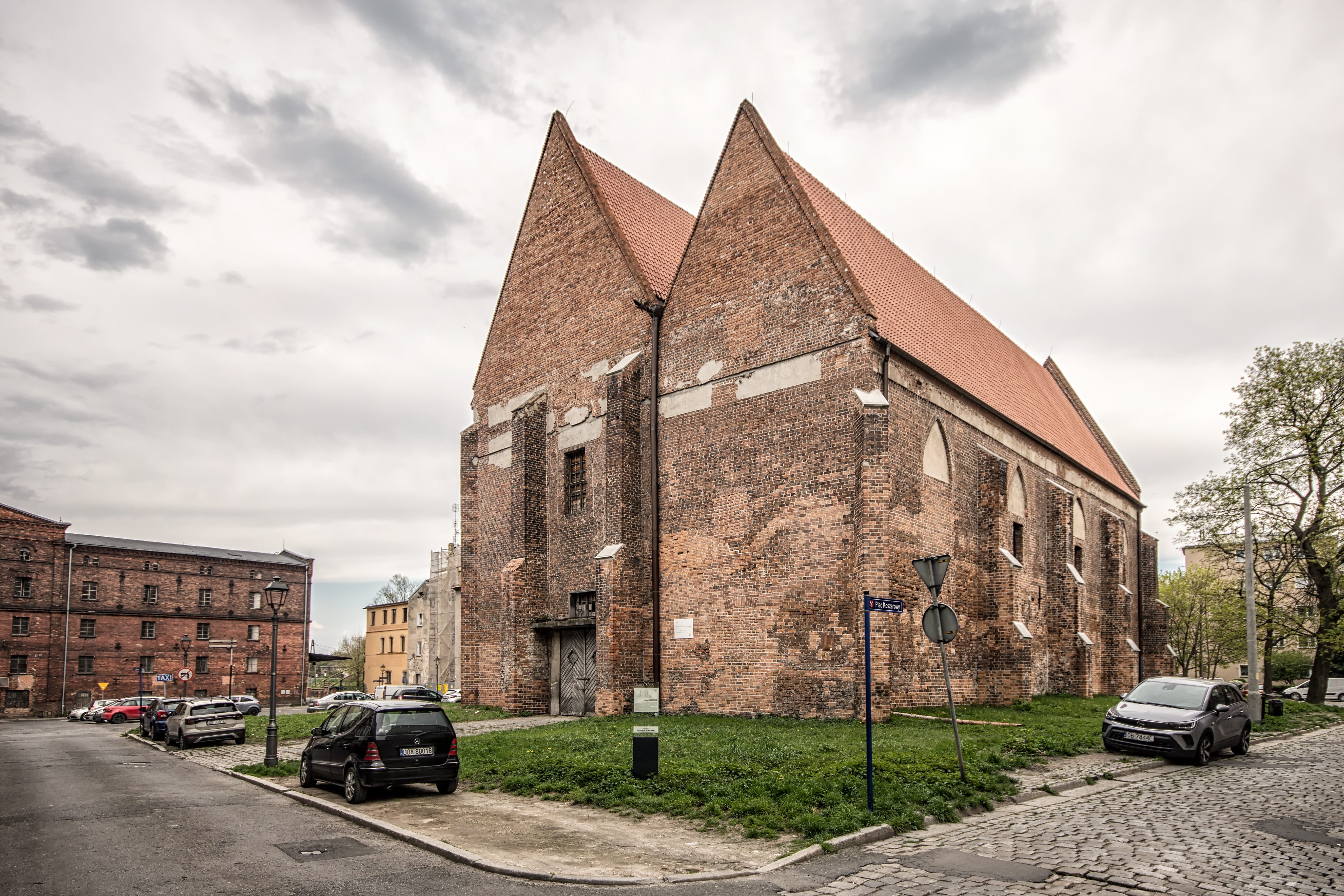
Ehemalige Franziskanerkirche

Das Franziskanerkloster Brieg war ein Kloster des 1210 gegründeten Franziskanerordens (lateinisch: ordo fratrum minorum, deutsch Orden der Minderen Brüder, Ordenskürzel OFM) in Brieg im damaligen Herzogtum Brieg in Schlesien, heute Brzeg in der polnischen Woiwodschaft Opole.
Über den exakten Gründungszeitpunkt ist nichts bekannt; die Existenz des Klosters ist für 1285 bezeugt. Das Herzogtum Brieg und sein Herzog Friedrich II. wurden 1525/26 lutherisch, das Umfeld in der Stadt Brieg wurde nun für die Orden sehr schwierig. Bis 1527 war das Kloster von den Franziskanern verlassen worden, und das Areal wurde in den folgenden Jahrzehnten mit Häusern bebaut. Die Klosterkirche wurde in ein Zeughaus umgebaut.

## Lage
Nach Schönwälder lag das Franziskanerkloster auf dem Mühlplan. Dieser Mühlplan mit im Mittelalter und in der Frühen Neuzeit mehreren Mühlen lag am Ende der damaligen Nonnengasse, nicht weit von der Stadtmauer zur Oder hin im Nordosten der Altstadt. Von den Klostergebäuden hat sich die Klosterkirche erhalten. Sie steht heute in der Myłnarska am Ende der Szpitalna. Sie hat das Patrozinium Peter und Paul.

## Geschichte
Wann genau die Franziskaner nach Brieg kamen, ist nicht bekannt. 1285 erteilte Bischof Hermann von Kammin allen denjenigen einen Ablass in Höhe einer Karene (entspricht einem Zeitraum von 40 Tagen strengem Fastens), die die Kirchen der Franziskaner in Breslau, Neisse, Schweidnitz, Brieg und Namslau an bestimmten Feiertagen besuchten (und Opfer brachten). In dieser Zeit wurden Ablässe für gewöhnlich Kirchenbesuchern gewährt, die Kirchen im Bau besuchten. Vermutlich war die Franziskanerkirche zu dieser Zeit noch im Bau.
Im selben Jahr, am 13. März 1285, beschwerte sich Bischof Thomas II. von Breslau beim Generalminister der Franziskaner und bei dem in Mailand stattfindenden Generalkapitel des Ordens darüber, dass von den zwölf Franziskanerkonventen in der Diözese Breslau acht Konvente sich kürzlich von der polnischen Franziskanerprovinz getrennt und der Sächsischen Provinz angeschlossen hätten, und nur vier in der polnischen Provinz verblieben seien. Schon am 12. Februar 1285 hatte das Breslauer Domkapitel eine ähnliche Beschwerde an den Generalminister und das Generalkapitel formuliert, in denen diese acht Konvente dann auch namentlich genannt sind: Breslau, Neisse, Brieg, Schweidnitz, Goldberg, Löwenberg, Sagan und Namslau. Und ebenfalls 1285 beschwerten sich auch der Erzbischof Jakob von Gnesen und sechs andere polnische Bischöfe bei Papst Martin IV., dass sich kürzlich diese Franziskanerkonvente von der polnischen Provinz losgesagt und sich der sächsischen Provinz angeschlossen hätten. Diese kurzen Erwähnungen lassen darauf schließen, dass die Franziskaner schon geraume Zeit vor 1285 in der Stadt Brieg ansässig waren.
Die genannten Zahlen zu den Franziskanerkonventen waren allerdings nicht korrekt. Nach Lucius Teichmann gab es damals bereits dreizehn Konvente im Bistum Breslau. Auch waren es nicht acht Konvente, die sich von der polnischen Provinz lösten, sondern nur sechs Konvente. Zwei der angeblich acht Konvente, nämlich Sagan und Namslau, gehörten bereits vorher der sächsischen Provinz an. Auch gab es keine polnische Provinz in der Organisationshierarchie des Franziskanerordens, sondern die betreffenden sechs Konvente, darunter auch Brieg, gehörten ursprünglich zur böhmischen Provinz (Provincia Bohemiae), deren Abtrennung von der sächsischen Ordensprovinz auf dem Generalkapitel 1239 in Assisi beschlossen worden war, und die ab den 1250er Jahren auch tatsächlich umgesetzt wurde. 1274 transferierte das Generalkapitel der Franziskaner in Lyon das Kloster in Brieg mit anderen schlesischen Klöster von der böhmischen Ordensprovinz zur sächsischen Ordensprovinz. Die betreffenden Klöster lösten sich also nicht von sich aus von der böhmischen Provinz, wie von den polnischen Bischöfen, Bischof Thomas und dem Breslauer Domkapitel beklagt wurden, sondern auf Beschluss des Generalkapitels. Innerhalb der sächsischen Ordensprovinz gehörte das Kloster in Brieg zur Kustodie Breslau.
Im Kirchenstreit von Bischof Thomas II. von Breslau mit Heinrich IV. hielten die Franziskaner zum Herzog. Nach Notizen in zwei älteren Werken, erwähnt im Brieger Urkundenbuch, soll 1338 der Breslauer Bischof Nanker auf Befehl von Papst Johannes XXII. die Franziskanerkirche in Brieg geweiht haben. Colmar Grünhagen schreibt dazu: Ist wohl glaublich, wenn auch quellenmäßig schlecht belegt. Papst Johannes XXII. starb 1334; es ist wohl wenig wahrscheinlich, dass Bischof Nanker die Weihe der Kirche vier Jahre nach dem päpstlichen Befehl erst ausgeführt hat.
1360 schenkte Berthold Schenke von Schonaw den Franziskanern in Brieg einen Zins von fünf Vierdung Prager Groschen (polnischer Zahl) aus dem Dorf Schönau bei Brieg, die zur Finanzierung eines ewigen Lichtes auf dem Grab seiner verstorbenen Ehefrau in der Franziskanerklosterkirche verwendet werden sollte. Die Schenkung wurde am 28. Oktober 1360 vom Brieger (und Liegnitzer) Herzog Ludwig I. bestätigt.
Im Jahr 1360 versprach Mirsan von Pogarell auf dem Rathaus in Brieg zur Sühne eines Mordes, einen Priester nach Rom zu senden, der dann nach Rückkehr die päpstlichen Zeugnisse der Witwe vorlegen sollte, 1000 Messen durch die Dominikaner und Franziskaner lesen zu lassen und eine Wallfahrt nach Aachen auszurüsten.
1361 ließen die Consuln die Wohltaten aufzeichnen, die Bischof Preczlaw von Pogarell von Breslau (Amtszeit: 1342 bis 1376) der Stadt Brieg erwiesen hatte. Darunter ist auch erwähnt, dass die Franziskaner die Stadt Brieg wegen Streitigkeiten um einen Bauplatz hinter der Mauer nach Magdeburg zitiert hätten. Bischof Preczlaw hatte in diesem Streit zugunsten der Stadt Brieg interveniert. Die genauen Details dieses Streit sind nicht bekannt.
1361 erhielt das Kloster eine Schenkung der Großmutter des Franczko Conradi in Höhe von drei mensurae Getreide jährlichen Zinses und elf Vierdung, und je zwei Groschen an 16 Brüder des Konventes. Der Enkel Franczko Conradi hatte die Schenkung wohl angefochten, letztendlich sich aber doch mit Guardian Johannes Golcz geeinigt.
1369 vermachte Katharina, die Frau des Schneiders Tilo. durch ihren Testamentsvollstrecker Nicolaus Lichtenberg, der Nikolaikirche vier Mark für einen Kelch, dem Kommendator der Johanniter und seinen Kaplänen einen halben Vierdung, der Frauenkirche eine halbe Mark, den Franziskanern eine halbe Mark, eine Mark für das Begräbnis der Katharina für Johannes vom Hospital in Breslau, und eine halbe Mark dem Johannes de Luda.
1372 vermachten dann die namentlich nicht genannte Witwe des Nicolaus Reichenstein und ihr Sohn von ihrem Landbesitz der Kirche St. Nikolaus zwei Mark und der „Heiligen Jungfrau“ (Frauenkirche) 1½ Mark von ihrem Gehöft im Wert von 11½ Mark. Der Dom (Hedwigskirche) erhielt ein Vierdung, die Dominikaner eine Mark, das Antoniusspital einen Vierdung, der „Hl. Lazarus“ eine halbe Mark, den Franziskanern zwei Mark und ihrem Beichtvater Franczko eine Mark, und ein Bett und ein Kissen.
1373 schenkte Heynczo von Bischofsheim den Franziskanern sechs Mark, weitere Legate gingen auch an die Pfarrkirche, an die Frauenkirche, das Hospital, die Hedwigskirche, an die Dominikaner und an die Aussätzigen. Zu dieser Zeit existierte also noch ein Leprosorium mit Kapelle in Brieg.
Einen kleinen Einblick in die Rangeleien der geistlichen Institutionen untereinander gibt uns eine Notiz aus dem Jahr 1375. Zur Schlichtung der Rangstreitigkeiten bei kirchlichen Prozessionen in Brieg musste sogar der Diözesanbischof eingreifen. Er setzte fest, dass an der Spitze einer kirchlichen Prozession zuerst die Franziskaner, dann die Dominikaner, dann der Kommendator der Johanniter bzw. Pfarrer zu St. Nikolaus mit Fahnen und seinen Schülern und dahinter der Dechant und die Domherren des Hedwigstifts mit den Vikaren, Klerikern, Schülern und Fahnen folgen sollten. Der Dechant und die Kanoniker erhielten aber das Recht, an alle Schüler und Kleriker die Sakramente zu spenden.
1394 musste die Stadt Brieg ein Darlehen von 18 Mark und 8 Skot von Hanko Grunenberg aufnehmen, und dafür jährlich zwei Mark Zins bezahlen. Vermutlich vermachte er diesen Zins an die Dominikaner und die Franziskaner. Das Kapital sollte dann innerhalb eines Jahres durch die Stadt zurück bezahlt werden.
Am 30. März 1470 verkauften der Guardian Johannes Carbisch, der Predicator Nicolaus Lilgenczweyg, Nicolaus Cocul, Nicolaus Molewicz und Johannes Isericz im Namen des Konvents in Brieg einen jährlichen Zins aus dem Dorf Schönau an das Kapitel des Hedwigstifts in Brieg.
1483 hinterließ Katharina Hawlczkynne durch ihre Vormünder Hannus Borsschnicz zu Jenkwitz und Friedrich Warkusch zu Linden einen jährlichen Zins von drei Mark zu Jenkwitz an drei kirchliche Institutionen; zum Ersten eine Mark der Kirche von Jenkwitz, zum Zweiten eine Mark den Dominikanern und zum Dritten eine Mark der Kirche der Franziskaner, St. Peter und Paul zur Beleuchtung des Sakraments. Von dieser Mark sollte der betreffende Prediger eine Viertel Mark bekommen.
1484 wurde die Sächsische Franziskanerprovinz in zwölf Kustodien eingeteilt. Die Kustodie Breslau umfasste acht Konvente, darunter auch der Konvent in Brieg.
Am 21. April 1494 entstand im Malzhaus des Johannes Gutterede ein Feuer, das rasch auf das Franziskanerkloster, das Antoniusspital und die herzogliche Mühle übergriff. Mit diesen größeren Gebäuden brannten auch 60 Bürgerhäuser nieder. Kloster und Klosterkirche wurden wieder aufgebaut. Vermutlich blieben die Umfassungsmauern des Kirchenschiffes stehen. Allerdings erhielt die Kirche ein neues Seitenschiff.
Am 20. Februar 1508 fand in Breslau ein Kapitel der Breslauer Kustodie statt, auf dem beschlossen wurde, das klösterliche Leben nach dem Armutsprinzip (Observanzbewegung) auch in Brieg zu reformieren. Als die Reformkommission in Brieg ankam, wurde sie mit Steinwürfen aus den Fenstern des Klosters am Betreten gehindert und musste wieder umkehren. Reformunwillige Franziskaner hatten von der Kanzel und mit ausgestreuten Gerüchten Stimmung unter der Bevölkerung gegen eine Reform gemacht, die Kommission wolle nur die Kleinodien und das Geld konfiszieren. Die Brüder wurden bei der Verteidigung ihres Klosters von Bürgern der Stadt unterstützt. Daraufhin wurden der reformunwillige Guardian und vier gleichgesinnte Brüder exkommuniziert. Die reformunwilligen Ordensmänner verließen nach drei Tagen die Stadt und nahmen freilich Pferde, Wagen und Bargeld mit. Danach konnte die Reform mit den verbliebenen Brüdern durchgeführt werden. Am 15. Juni 1513 urkundeten die Stadtschöppen, dass der Vorsteher und Verweser des Franziskanerklosters Valtin Coppisch 15½ Morgen Land vor dem Oppelner Tor an Baltizar Danewicz und seine Frau Dorothea verkauft hat, um den Vorgaben der Observanz nachzukommen. Der Käufer hat dann den Kauf viermal ausrufen lassen, ob jemand alte Briefe oder besseres Recht auf dieses Land hat. Die Stadtschöppen urteilten dann am 14. November 1516, dass der Kauf nun rechtmäßig vonstattengegangen ist und niemand mehr den Kauf anfechten darf.
Am 2. Mai 1519 am Fest Kreuzerhöhung kam es zu einem folgenschweren Zwischenfall zwischen den in Brieg ansässigen Dominikaner- und dem Franziskanerorden; zur Erinnerung, beide Orden waren Bettelorden. An Markttagen sandten beide Klöster ihre Terminierer (Almosensammler) auf den Markt, um Abgaben zu erbetteln. Die beiden Almosensammler waren mit einem Brett mit Griff ausgerüstet, das den Marktbesuchern hingestreckt wurde und auf das diese ihre Almosen legen sollten. Damit sich die beiden Almosensammler nicht begegneten, wurde jedem Orden vom Rat der Stadt ein bestimmter Bereich des Marktes zugewiesen. An diesem Tag hielt sich der Franziskaner aber nicht an die Anordnung des Rates und überschritt seinen Bereich. Dabei begegnete ihm der Almosensammler der Dominikaner. Es kam zu einer wüsten Schimpferei zwischen den beiden, und sofort bildete sich eine Traube Volks um die beiden. Im weiteren Verlauf der Schimpftiraden schlug der Franziskaner den Dominikaner mit seinem Sammelbrett derart auf den Kopf, dass dieser tot zu Boden sank. Der Leichnam des Erschlagenen wurde von seinen Mitbrüdern ins Kloster gebracht. Der Täter floh nach Polen, sodass er nicht mehr belangt werden konnte.
Mit dem Einzug der Reformation 1525/26 verließen die Brüder das Kloster. Am Fronleichnamstag 1526 heiratete der ehemalige Franziskaner Franz Helwig aus dem Kloster Brieg die namentlich nicht genannte Dienerin des Hans Stenzel. Er war damals schon Pfarrer in Mollwitz, predigte aber auch in Grüningen und Frauenhain.
1527 war das Kloster der Franziskaner völlig verlassen. Auf dem Gelände hatten sich schon einige Bürger angebaut, wohl Häuser gebaut. Ein Teil des Geländes war auch zum Bau der fürstlichen Wassermühle genommen worden. 1534 löste Herzog Friedrich II. das Kloster auf. 1557 waren die Klostergebäude bereits abgerissen und das Gelände mit Häusern bebaut worden. Die Klosterkirche war der Stadt übergeben und in ein städtisches Zeughaus umgebaut worden. 1582 trat Herzog Georg das Patronat über die Stadtpfarrkirche an die Stadt ab. Die Stadt gab dafür die ehemalige Klosterkirche der Franziskaner an den Herzog zurück. Sie wurde danach als Lagerhalle genutzt. Sie war 2023 ungenutzt und verschlossen.

## Guardiane
In den franziskanischen Männerorden wird der Vorsteher eines Konvents Guardian genannt, die Amtszeit beträgt in der Regel jeweils drei Jahre. Die Guardiane des Franziskanerklosters Brieg sind nur sehr lückenhaft bekannt.
| Zeitpunkt der Erwähnung | Guardian                    | Sonstige Klosterämter und Anmerkungen                          |
| ----------------------- | --------------------------- | -------------------------------------------------------------- |
| 12. Januar 1361         | Johannes Golcz              |                                                                |
| 1417                    | Andreas Faber de Brega      |                                                                |
| 7. Mai 1456             | Georg Creisewitcz           |                                                                |
| 30. März 1470           | Johann Carbisch             | Nicolaus Lilgenzweig, Praedicator                              |
| 1512                    | Fabian Craut/Fabianus Crawt | Gregorius Jodoci, alter Guardian, Urbanus Irnolt, Viceguardian |
| 15. Juni 1513           | ?                           | Valtin Coppisch, Vorsteher und Verweser                        |